# Fulco Beltrán de Provenza
Fulco Beltrán I (murió el 27 de abril de 1051) fue conde de Provenza conjunto con su hermano mayor Guillermo IV desde 1018 y con su hermano menor Godofredo I desde al menos 1032 si no antes. A la muerte de Guillermo, Fulco asumió el título de margrave, indicando liderazgo de la dinastía. Fueron hijos de Guillermo II, conde de Provenza.
Con Godofredo, Fulco hizo una donación a la abadía de Cluny el 26 de mayo de 1037 y a San Víctor en Marsella el 16 de enero de 1040. Fulco Beltrán era un gran defensor del renovado monaquismo de la Provenza de principios del siglo XI. Reunió un concilio del clero y la nobleza para fundar la abadía de San Promasio cerca de Forcalquier y para restaurar Bremetense cerca de Gap, que había sido destruida por los sarracenos de Fraxinetum.
Él y su hermano abandonaron el control de gran parte del territorio real, que había estado bajo el control de los condes de Provenza desde la época de Guillermo el Liberador. En gran medida estaba parcelado como alodios y vasallos y el debilitamiento del condado de Provenza como una entidad política unida puede datarse de su reino.
A pesar de su generosidad y la de su hermano con Fulco, vizconde de Marsella, Fulco Beltrán le hizo la guerra en 1031, atacando Tolón.

## Familia
Se casó con Hildegarda de Tolosa, (nieta de Raimundo III de Tolosa) y tuvieron dos hijos, Guillermo Beltrán y Godofredo II. Tenía una hija, Gerberga.